# Bannewitz
Bannewitz là một đô thị thuộc huyện Sächsische Schweiz-Osterzgebirge, bang Sachsen, Đức. Đô thị Bannewitz có diện tích 25,82 km². Đô thị này tọa lạc/có cự lyĐô thị này tọa lạc/có cự ly 7 km về phía nam của Dresden (centre).